# Alfred Toepfer Stiftung F.V.S.
La Alfred Toepfer Stiftung F.V.S. è una fondazione tedesca istituita nel 1931 dal mercante ed eminente uomo d'affari di Amburgo, Alfred Toepfer (1894 Altona, Amburgo; † 1993 Amburgo). Ha come finalità l'unificazione europea nell'ambito della tutela delle diversità culturali e della reciproca comprensione tra gli stati e i popoli del continente.
Il ricco magnate industriale Alfred Toepfer è considerato dalla critica storiografica contemporanea figura per certi aspetti controversa. Filantropo e amante dell'arte, ha però svolto un ruolo significativo ed importante nell'ambiente culturale, politico ed economico della Germania nazionalsocialista negli anni '30 e fino al termine della seconda guerra mondiale. L'attività della Stiftung F.V.S. a cavallo tra le due guerre mondiali, per altro ben documentata ed improntata da una massiccia opera di promozione culturale dei valori di comunanza etica e parentela di identità, palesemente simbiotici all'ideologia nazista, fu tuttavia drasticamente e categoricamente disconosciuta dal suo fondatore Toepfer sin dai primi anni del dopoguerra.
La sostanziale abiura dei propri trascorsi politici ed ideologici, suggellata da una decisa svolta europeista, viene oggi riconosciuta dalla critica nella vasta ed importante teoria di premi istituiti dalla fondazione Stiftung F.V.S. (cui solo nel 1994 viene aggiunto il nome del fondatore, in occasione del centenario della nascita).
La fondazione coopera con le principali Università tedesche e con numerose e rinomate associazioni culturali. La medaglia d'oro Heinrich Tessenow (Heinrich-Tessenow-Medaille) è un prestigioso premio di architettura creato dalla Alfred Toepfer Stiftung F.V.S. nel 1963 in memoria dell'architetto di Rostock Heinrich Tessenow e assegnato annualmente dalla consociata Heinrich-Tessenow-Gesellschaft e.V.. Tra i premiati spiccano i nomi di Giorgio Grassi (1992), Massimo Carmassi (1993), Juan Navarro Baldeweg (1998), David Chipperfield (1999), Eduardo Souto de Moura (2001) ed il Premio Pritzker Sverre Fehn (1997) e Peter Zumthor (1989).